# Armadillidium peraccae
Armadillidium peraccae là một loài chân đều trong họ Armadillidiidae. Loài này được Tua miêu tả khoa học năm 1900.